# Krisztina Garda
Krisztina Garda (Budapeste, 16 de julho de 1994) é uma jogadora de polo aquático húngara.

## Carreira
Garda fez parte da equipe da Hungria que finalizou na quarta colocação nos Jogos Olímpicos de 2016, no Rio de Janeiro.